# Родовища ренію
Власне ренієві родовища невідомі. 
Реній — типовий розсіяний елемент, що концентрується в плутоногенних гідротермальних мідно-молібденових родовищах, а також в осадових мідистих пісковиках і мідистих сланцях, звідки він попутно добувається при комплексній переробці руд.   
Реній виявлений в 1925 р. німецькими геохіміками І. та В. Ноддакі в колумбіті і гадолініті. У 1926 р. реній був виділений ними в чистому вигляді, а в 1928 р. вони встановили, що найвищий вміст його характерний для молібденіту і що реній є геохімічним аналогом молібдену.
Реній відрізняється високою температурою плавлення, високим електричним опором і твердістю, пластичністю, легко утворює сплави з Мо, Pt, Os, Co, V, W, Ta, Nb і за багатьма властивостями близький до платини. Він застосовується в наджаротривких сплавах. Унікальна роль ренію в каталітичних процесах,  зокрема,  при крекінгу нафти.
Виробництво ренію базується на відходах, що отримують при переробці молібденових, мідно-молібденових і мідних концентратів. При випаленні цих концентратів реній окислюється до Re2O7 і випаровується з пилом, який вловлюється на фільтрах випалювальних печей. Він містить 0,01-0,2% Re при початковій його кількості в концентраті 0,005-0,05%. Великими вважаються родовища із запасами понад 30-40 т. Re,  дрібні — бл. 3-5 т. 
Реній — халькофільний елемент, геохімічний аналог молібдену. У присутності останнього він  не може утворювати власних мінералів і розсіюється в молібденіті, нагромаджуючись в пізніх низькотемпературних типах руд і в останніх їх ґенераціях. Тому якщо в кварц-вольфрамітових і кварц-молібденітових родовищах в молібденіті міститься 0,001-0,003% Re, то в молібденіті більш низькотемпературних родовищ кількість його на порядок вища. Середнє співвідношення Мо:Re=5000.
Крім молібденіту, для якого мінеральний кларк 114 г/т,— реній входить до складу халькопіриту (0,6 г/т) і піриту (0,3 г/т). У пентландит-халькопірит-піротинових рудах реній виявляє деяку схожість з елементами платинової групи, нагромаджуючись спільно з осмієм і іридієм в піротині.
У мідно-колчеданових родовищах він концентрується в халькопіриті і піриті і хоч вміст його тут і низький, загальні запаси значні. При метаморфізмі колчеданових руд він, як правило, виноситься. Найбільш високий вміст ренію характерний для мідно-молібденових родовищ (в молібденіті 400-900 г/т). Максимальний вміст (18800 г/т) пов'язаний з ромбоедричною β-модифікацією молібденіту. У цих родовищах спостерігається пряма кореляція між вмістами в молібденіті ренію і селену.
Реній відрізняється високою міграційною здатністю і в окиснювальному середовищі легко виноситься. Найбільш збагачені ним молоді фанерозойські родовища. Нагромаджується також в осадових утвореннях мідистих сланців (Мансфельд, Німеччина) і мідистих пісковиках (Жезказган, Казахстан), при цьому ренійвмісні руди локалізуються в крайових частинах депресій.